# Amalia Elisabeth van Hanau-Münzenberg

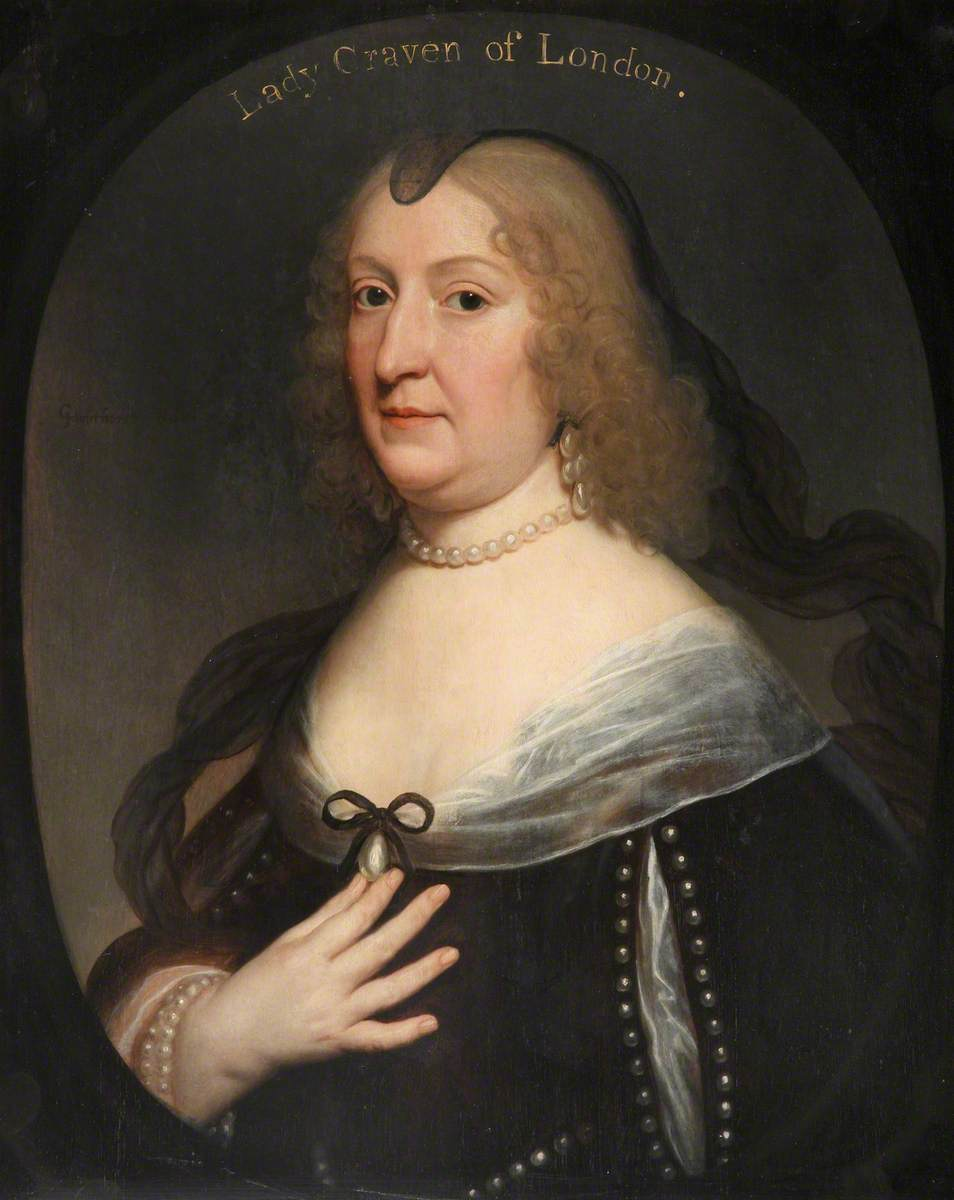
Portret van Amalia Elisabeth van Hanau-Münzenberg door Gerrit van Honthorst, circa 1640.

Amalia Elisabeth van Hanau-Münzenberg (Hanau, 29 januari 1602 - Kassel, 8 augustus 1651) was van 1627 tot 1637 landgravin en van 1637 tot 1650 regentes van Hessen-Kassel. Ze behoorde tot het huis Hanau.

## Jeugd
Amalia Elisabeth was een dochter van graaf Filips Lodewijk II van Hanau-Münzenberg en gravin Catharina Belgica van Nassau, dochter van prins Willem van Oranje. Ze bracht haar jeugd door aan het hof van haar vader in Hanau, maar verbleef ook lange tijd bij haar familie in de Republiek der Zeven Verenigde Nederlanden.
In 1617 vroeg de Boheemse aristocraat Albrecht Jan Smiřický van Smiřice (1594-1618) haar hand. Omdat hij protestants en een van de rijkste grootgrondbezitters van Bohemen was, werd Amalia Elisabeth effectief met hem verloofd. Albrecht Jan was in 1618 betrokken bij de Tweede Praagse Defenestratie, als een van de zes Boheemse edelen die de katholieke vertegenwoordigers van keizer Ferdinand II uit het raam wierpen. Deze gebeurtenis was de directe aanleiding voor de Dertigjarige Oorlog. Albrecht Jan was vervolgens een van de mogelijke kandidaten voor de Boheemse kroon, maar overleed later dat jaar, en maakte dus niet meer mee dat de Boheemse Winterkoning Frederik V van de Palts verslagen werd. Na de dood van Albrecht twistten Amalia en zijn erfgenamen over zijn erfenis, totdat die in 1621 door keizer Ferdinand II werd geconfisqueerd.

## Landgravin van Hessen
Op 21 september 1619 huwde Amalia Elisabeth met de toekomstige landgraaf Willem V van Hessen-Kassel (1602-1637), die in 1627 zijn geabdiceerde vader Maurits opvolgde.
Tijdens de Dertigjarige Oorlog steunde haar echtgenoot de protestanten. Nadat de keizerlijke en Spaanse troepen in 1634 de Zweden versloegen in de Slag bij Nördlingen, was Willem zijn belangrijkste bondgenoot kwijt. In 1635 was hij een van de drie vorsten die de Vrede van Praag weigerden te erkennen en een alliantie sloten met koning Lodewijk XIII van Frankrijk. Tijdens het verdere verloop van de Dertigjarige Oorlog bevrijdde Willem op 13 juni 1636 Hanau, dat belegerd werd door de keizerlijke troepen. Later werd hij echter verslagen en moesten Willem V en Amalia Elisabeth naar hun bezittingen in Oost-Friesland vluchten. Een jaar later, in september 1637, overleed Willem V. In zijn testament stelde hij Amalia Elisabeth aan als regentes van Hessen-Kassel, in naam van hun minderjarige zoon Willem VI. Ook liet hij Amalia Elisabeth een goed opgeleid leger na, dat erin geslaagd was om naar Oost-Friesland te vluchten.

## Regentschap
Amalia Elisabeth bleef regentes totdat haar zoon in 1650 volwassen werd verklaard. Ze stond bekend als een bekwame en energieke regentes die erin slaagde om het landgraafschap Hessen-Kassel te behouden en de macht van haar zoon te consolideren. Haar regentschap werd echter betwist door landgraaf George II van Hessen-Darmstadt. Daarom liet ze de Hessische troepen in Oost-Friesland trouw aan haar zweren.

### Dertigjarige Oorlog
Als regentes behield Amalia Elisabeth de alliantie met Frankrijk. Ze sloot weliswaar een wapenstilstand met keizer Ferdinand III, maar in 1639-1640 ging ze in op een aanbod van de kardinaal de Richelieu en Bernard van Saksen-Weimar en verbrak ze het staakt-het-vuren. Door een slimme alliantiepolitiek werd Hessen-Kassel opnieuw een leidende staat in het Duitse protestantse kamp.
Ook hervatte ze het conflict met haar verwanten in Hessen-Darmstadt over Opper-Hessen. Met de hulp van juridische experts kon ze aantonen dat een verdrag uit 1627 hieromtrent onwettig was. Op 6 maart 1645 vielen de troepen van Hessen-Kassel Opper-Hessen binnen, wat tot de zogeheten Hessische Oorlog met landgraaf George II van Hessen-Darmstadt leidde. Diens leger werd verslagen door de ervaren soldaten van Amalia Elisabeth.

### Vrede van Westfalen
In 1648 werd er een vredesverdrag tussen Hessen-Kassel en Hessen-Darmstadt opgenomen in de Vrede van Westfalen, die een einde maakte aan de Dertigjarige Oorlog. Hessen-Kassel kreeg een vierde van Opper-Hessen, waaronder Marburg. Gesteund door Zweden en Frankrijk, slaagde Amalia Elisabeth erin om voor haar leger van 20.000 man een jaarlijkse compensatiebetaling van 500.000 daalders te verkrijgen. Hessen-Kassel was uiteindelijk de enige Duitse staat die zo'n compensatie kreeg. Ook de Abdij van Hersfeld en delen van het graafschap Schaumburg werden toegevoegd aan het landgraafschap Hessen-Kassel.
Bij de Vrede van Westfalen verdedigde ze voornamelijk de belangen van Hessen-Kassel.

### Graafschap Hanau
Amalia Elisabeth rekende de kosten van de bevrijding van Hanau door aan het hof van Hanau. Omdat de graaf niet in staat was om te betalen, kreeg ze als compensatie de ambten Schwarzenfels en Naumburg toegewezen.
In 1642 overleed de laatste graaf van Hanau-Münzenberg. Zijn bezittingen werden geërfd door de ver verwante graven van Hanau-Lichtenberg. In 1643 sloot Amalia Elisabeth een erfverdrag met graaf Frederik Casimir van Hanau-Lichtenberg; als het huis Hanau-Lichtenberg zou uitsterven, zou het graafschap Hanau in het bezit komen van het landgraafschap Hessen-Kassel. In 1736 vond dit effectief plaats.

## Laatste jaren
Op 20 september 1650 kwam het regentschap van Amalia Elisabeth ten einde en werd haar zoon Willem VI zelfstandig landgraaf van Hessen-Kassel.
Haar inspanningen tijdens de Dertigjarige Oorlog en de daarmee gepaarde bezorgdheden hadden een slechte impact op haar gezondheid. Op 8 augustus 1651 overleed Amalia Elisabeth op 49-jarige leeftijd in Kassel. Ze werd bijgezet in de Martinuskerk van Kassel.

## Nakomelingen
Amalia Elisabeth en haar echtgenoot Willem V kregen twaalf kinderen:
- Agnes (1620-1621)
- Maurits (1621-1621)
- Elisabeth (1623-1624)
- Willem (1625-1626)
- Emilie (1626-1693), huwde in 1648 met hertog Henri Charles de la Trémoille
- Charlotte (1627-1686), huwde in 1650 met keurvorst Karel I Lodewijk van de Palts
- Willem VI (1629-1693), landgraaf van Hessen-Kassel
- Filips (1630-1638)
- Adolf (1631-1632)
- Karel (1633-1635)
- Elisabeth (1634-1688), abdis van Herford
- Louise (1636-1638)

## Voorouders
| Voorouders van Amalia Elisabeth van Hanau-Münzenberg | Voorouders van Amalia Elisabeth van Hanau-Münzenberg                                                | Voorouders van Amalia Elisabeth van Hanau-Münzenberg                                                | Voorouders van Amalia Elisabeth van Hanau-Münzenberg                                                | Voorouders van Amalia Elisabeth van Hanau-Münzenberg                                                | Voorouders van Amalia Elisabeth van Hanau-Münzenberg                                                | Voorouders van Amalia Elisabeth van Hanau-Münzenberg                                                | Voorouders van Amalia Elisabeth van Hanau-Münzenberg                                                | Voorouders van Amalia Elisabeth van Hanau-Münzenberg                                                |
| ---------------------------------------------------- | --------------------------------------------------------------------------------------------------- | --------------------------------------------------------------------------------------------------- | --------------------------------------------------------------------------------------------------- | --------------------------------------------------------------------------------------------------- | --------------------------------------------------------------------------------------------------- | --------------------------------------------------------------------------------------------------- | --------------------------------------------------------------------------------------------------- | --------------------------------------------------------------------------------------------------- |
| Overgrootouders                                      | Filips III van Hanau-Münzenberg (1526-1561) x Helena van Palts-Simmern (1532-1579)                  | Filips III van Hanau-Münzenberg (1526-1561) x Helena van Palts-Simmern (1532-1579)                  | Filips IV van Waldeck-Wildungen (1493–1574) x Jutta van Isenburg (-1564)                            | Filips IV van Waldeck-Wildungen (1493–1574) x Jutta van Isenburg (-1564)                            | Willem I van Nassau-Dillenburg (1487-1559) x Juliana van Stolberg (1506-1580)                       | Willem I van Nassau-Dillenburg (1487-1559) x Juliana van Stolberg (1506-1580)                       | Lodewijk III van Bourbon-Vendôme (1513-1582) x Jaqueline de Longwy (ca. 1519-1561)                  | Lodewijk III van Bourbon-Vendôme (1513-1582) x Jaqueline de Longwy (ca. 1519-1561)                  |
| Grootouders                                          | Filips Lodewijk I van Hanau-Münzenberg (1553-1580) ∞ Magdalena van Waldeck-Wildungen (1558 – 1599)  | Filips Lodewijk I van Hanau-Münzenberg (1553-1580) ∞ Magdalena van Waldeck-Wildungen (1558 – 1599)  | Filips Lodewijk I van Hanau-Münzenberg (1553-1580) ∞ Magdalena van Waldeck-Wildungen (1558 – 1599)  | Filips Lodewijk I van Hanau-Münzenberg (1553-1580) ∞ Magdalena van Waldeck-Wildungen (1558 – 1599)  | Willem I van Oranje-Nassau (1533-1584) ∞ 1598 Charlotte de Bourbon (1547-1582)                      | Willem I van Oranje-Nassau (1533-1584) ∞ 1598 Charlotte de Bourbon (1547-1582)                      | Willem I van Oranje-Nassau (1533-1584) ∞ 1598 Charlotte de Bourbon (1547-1582)                      | Willem I van Oranje-Nassau (1533-1584) ∞ 1598 Charlotte de Bourbon (1547-1582)                      |
| Ouders                                               | Filips Lodewijk II van Hanau-Münzenberg (1576-1612) ∞ 1598 Catharina Belgica van Nassau (1578-1648) | Filips Lodewijk II van Hanau-Münzenberg (1576-1612) ∞ 1598 Catharina Belgica van Nassau (1578-1648) | Filips Lodewijk II van Hanau-Münzenberg (1576-1612) ∞ 1598 Catharina Belgica van Nassau (1578-1648) | Filips Lodewijk II van Hanau-Münzenberg (1576-1612) ∞ 1598 Catharina Belgica van Nassau (1578-1648) | Filips Lodewijk II van Hanau-Münzenberg (1576-1612) ∞ 1598 Catharina Belgica van Nassau (1578-1648) | Filips Lodewijk II van Hanau-Münzenberg (1576-1612) ∞ 1598 Catharina Belgica van Nassau (1578-1648) | Filips Lodewijk II van Hanau-Münzenberg (1576-1612) ∞ 1598 Catharina Belgica van Nassau (1578-1648) | Filips Lodewijk II van Hanau-Münzenberg (1576-1612) ∞ 1598 Catharina Belgica van Nassau (1578-1648) |
| Amalia Elisabeth van Hanau-Münzenberg (1602-1651)    | | | | | | | | |